# 米歇尔·莫西
米歇尔·莫西（Michaël Murcy，1979年9月18日—），出生于法国的法兰西岛瓦兹河畔博蒙，法国足球运动员，司职前锋，现在效力于中国足球超级联赛球队山东鲁能泰山。

## 职业生涯

### 俱乐部
2010年7月，在赛季中期的转会中，米歇尔·莫西加盟山东鲁能泰山，并在与青岛中能的中超联赛中首发登场司职前锋，打入一球并有一个助攻。

## 荣誉
- 山东鲁能泰山
  - 中国足球超级联赛冠军: 2010